# Interés negativo
Interés negativo o tipo de interés negativo es la denominación para el tipo de interés cuando es inferior a cero. En este caso el prestamista, en lugar de recibir unos intereses, ha de pagar por prestar dinero y el depositante en lugar de ganar dinero cuando deja su dinero en un depósito bancario debe pagar al banco. Es decir, el deudor recibe intereses y el acreedor los paga. Así, el banco está obligado a pagar interés a quien haya pedido un crédito y el depositante de dinero efectivo, ya sea particular o una entidad bancaria en el banco central, deberá pagar un interés por tener depositado su dinero.
La política monetaria de intereses negativos de los bancos centrales se denomina intereses negativos sobre reservas excedentarias. Esta política monetaria se produce en un contexto de estancamiento económico o contracción económica —ausencia de crecimiento— y exceso de masa monetaria y ahorro.
En el caso de un préstamo hipotecario para la compra de vivienda si la suma del interés de referencia del préstamo —que suele ser un índice de préstamos interbancarios— más el diferencial que suma el banco es negativa la entidad bancaria deberá pagar intereses al particular que ha solicitado el préstamo hipotecario.

Evolución del Euribor a un año (rojo), a tres meses (azul) y a una semana (verde) desde enero de 1999 hasta 2016. Los picos máximos del euribor interanual se alcanzaron en 1994 (6,6%), 2000 (5,2%) y en 2008 (5,526%). Desde entonces se ha reducido significativamente hasta alcanzar valores negativos: el 20 de octubre de 2016 fue de -0,073% a un año, de 0,313% a tres meses y de -0,385 a una semana.

El interés negativo implica una rentabilidad negativa pero hay que diferenciar el interés negativo o tipo de interés nominal negativo del tipo de interés real negativo o rentabilidad negativa cuando la inflación es superior al interés pagado aunque este sea positivo.

## Concepto y definición de interés negativo
Para comprender el concepto de interés negativo (tasa o tipo negativo) hay que situarlo en el contexto de la historia de la banca y la historia del interés, su origen, creación y su legimitación -condena de la usura por cristianismo surgimiento de los judíos como prestamistas y aceptación por el luteranismo de los tipos de interés-. Si el interés es una compensación a quien presta dinero el interés negativo es una medida que penaliza el exceso monetario y su acumulación. En el contexto histórico la aparición de intereses negativos resulta algo extraordinario ya que penaliza a quien presta y beneficia a quien debe.
Podemos definir el interés negativo como la tasa o tipo de interés inferior a cero; situación en la que el prestamista ha de pagar por prestar dinero (verá disminuida la cantidad total prestada) y el depositante debería devolver menos dinero del prestado.

### Aplicaciones del interés negativo
El interés negativo puede aparecer:
- En los depósitos bancarios
  - Interés negativo de los depósitos de los bancos privados en los bancos centrales -Intereses negativos sobre reservas excedentarias de los bancos centrales como política monetaria-.
  - Interés negativo de los depósitos bancarios de particulares en los bancos privados.
- En los títulos de crédito (bonos, letras)
  - Interés negativo en los bonos.[13]
- En los créditos concedidos:
  - Interés negativo en los créditos al consumo y a la inversión.
  - Interés negativo en los créditos hipotecarios para la compra de vivienda (cuando los índices de referencias son negativos -euribor-).

## Contexto socioeconómico de los intereses negativos
Históricamente los tipos de interés han sido siempre positivos, superiores a cero. La ortodoxia económica señala que cuando la economía se estanca o entra en depresión los tipos de interés deben bajar con objeto de reanimar la economía -política monetaria anticíclica-. Pero si dicha bajada de tipos, aun manteniéndose en cifras positivas, no es suficiente para producir la recuperación esperada, los bancos centrales pueden bajar los tipos por debajo de cero para que así los depósitos -el ahorro- no solo no ofrezca rentabilidad sino que supongan pérdidas (interés negativos) y así se estimule el movimiento del dinero -en consumo e inversión-.
Las tasas de interés negativas fueron propuestas a finales del siglo XIX por Silvio Gesell, como un "impuesto sobre la tenencia y retención de dinero". Gesell lo propuso como condición del que denominó dinero libre (Freigeld) dentro de su sistema de economía libre (Freiwirtschaft). Para evitar que las personas acumulen dinero en efectivo Gesell sugirió emitir dinero por una duración limitada por lo que el intento de almacenar y mantener el dinero resultaría inútil. John Maynard Keynes también trabajó sobre la idea un impuesto sobre el dinero en su obra de 1936 Teoría general del empleo, el interés y el dinero si bien la rechazó por su complejidad administrativa.
La aparición de intereses negativos se produce en algunos países a partir de la segunda década del siglo XXI. Ni siquiera durante la Gran Depresión de la década de 1930 en los Estados Unidos las tasas llegaron a ser negativas y tampoco durante al inicio de la Gran recesión en 2008 ya que solamente algunos valores a corto plazo cayeron por debajo de cero pero solamente durante la primera quincena de diciembre de 2008. Sin embargo a partir de 2016 las tasas negativas se han extendido por Japón y varios países de la Unión Europea además de Suecia, Dinamarca y Suiza.
Aunque esta situación se considera extraordinaria e inusual la irrupción de tasas de interés negativo en distintas economías se produce, generalmente, en un contexto de deflación, recesión y crisis económica y donde las políticas monetarias más tradicionales no han surtido efecto -expansión cuantitativa, austeridad - y existe una gran abundancia de dinero.
Para finales de 2019, la tasa de referencia del Banco Central de Suecia era -0.25%; en Alemania, Austria, España, Finlandia, Francia, Grecia, Irlanda, Italia y Letonia, el - 0.5%; en Suiza y Dinamarca el -0.75%, mientras que en Japón se manejaba un -0.10%.

### Los antecedentes económicos de Japón y Europa
La Burbuja financiera e inmobiliaria en Japón (1980-1990) provocó una recesión que continúa hasta el día de hoy. En enero de 2016 el Banco Central de Japón introdujo un interés negativos (-0,1%) con el objeto de impulsar el consumo, la inflación, penalizar el ahorro, y alentar a los bancos a realizar préstamos.
En Europa, como consecuencia de la extensión de la Crisis de las hipotecas subprime, la crisis financiera de 2008, la Gran Depresión y la particular crisis del euro así como políticas de austeridad de las autoridades monetarias en Europa (Pacto fiscal europeo y Mecanismo Europeo de Estabilidad) habrían provocado recesión, deflación y finalmente una gran abundancia de dinero por la inyección de los bancos centrales a los bancos privados quebrados que ha hecho inevitable la aparición de intereses negativos. Así en junio de 2014 los bancos europeos comenzaron a pagar intereses por depositar su dinero en el Banco Central Europeo (BCE), es decir una remuneración negativa. Aunque se pretendía obligar a los bancos a facilitar créditos a particulares y por tanto a la economía real no fue así ya que el riesgo de conceder préstamos seguía siendo mayor que tener que pagar intereses por los depósitos.

## Intereses negativos sobre reservas excedentarias de los bancos centrales
La aplicación de intereses negativos sobre las reservas excedentarias (exceso de masa monetaria o dinero) son uno de los instrumentos de política monetaria extraordinaria o no convencional que se aplica por las autoridades monetarias de los bancos centrales con el fin de alentar los préstamos, haciendo que tenga un coste (intereses negativos) para los bancos comerciales mantener sus reservas en los bancos centrales. La aplicación de intereses negativos a depósitos (pero también a bonos) se realiza cuando hay deflación, poco o nulo crecimiento económico y desapalancamiento.

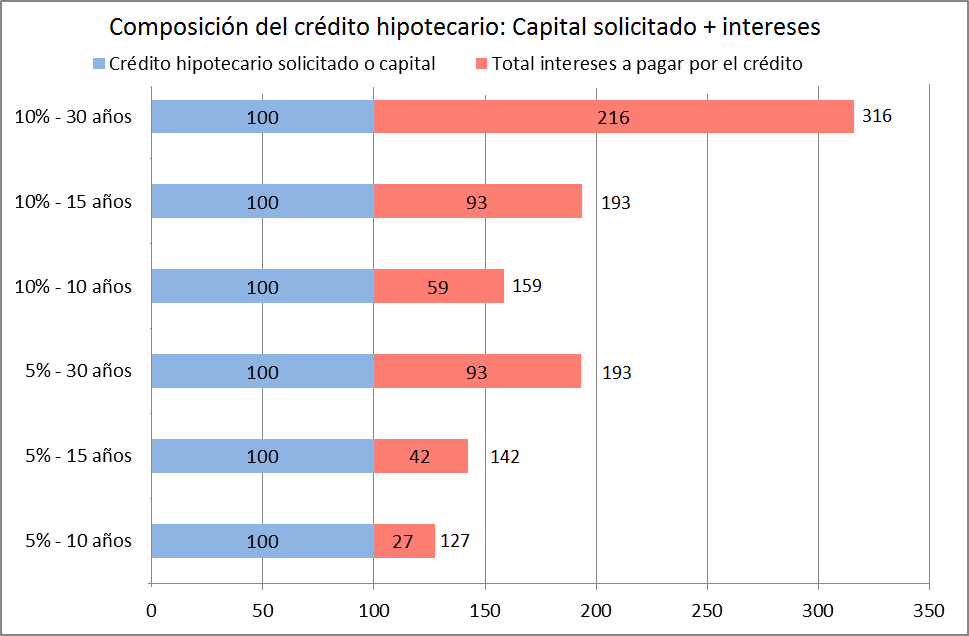
En el coste total y final de la vivienda se debe incluir el precio de la vivienda, los gastos así como los intereses del crédito solicitado que pueden superar el precio inicial de la vivienda. En la tabla aparece la Composición del crédito hipotecario en varios supuestos -sistema francés-: el capital solicitado o crédito -100- más los intereses constituyen el total de la hipoteca. En el precio de la vivienda, cuando se firma una hipoteca, debe considerarse el coste total del crédito: capital o principal + intereses. En el caso del Interés compuesto variable debe vigilarse la posible existencia de clásulas suelo y de cláusulas cero que son consideradas ilegales y nulas de pleno derecho. Estas cláusulas impiden que el particular de beneficie de la bajada de los tipos de interés en las cuotas de la hipoteca. En ocasiones la bajada de tipos puede hacer que el interés sea negativo y el banco deberá pagar intereses al comprador de la vivienda y firmante del préstamo.

## Hipotecas con interés negativo, cláusulas suelo y cláusulas cero
Las hipotecas están referenciadas a tipos de interés medio del mercado interbancario, que pueden llegar a ser negativos (así ha ocurrido con el euribor en los países de la eurozona de Europa en 2016), en cuyo caso el banco está obligado a pagar intereses al prestatario, viendo este reducida su cuota mensual. Los bancos, con el objeto de evitar la aplicación de intereses negativos y tener que pagar interés a quienes han solicitado un crédito o un préstamo hipotecario, introducen cláusulas suelo y cláusulas cero que limitan la bajada real de las cuotas que deben pagar los particulares cuando los índices de referencia son muy bajos o negativos. Pero lo 'pactado obliga' a ambas partes (Pacta sunt servanda), si se firmó una hipoteca a interés variable deben pagarse cuando los intereses suben y son positivos por parte del prestatario pero también deberá el prestamista pagar intereses al que pidió el crédito cuando los intereses sean negativos.
El Euríbor hipotecario, cuyo valor mensual se obtiene a partir de la media de los valores diarios del Euríbor a 12 meses, se adentró en terreno negativo en febrero de 2016, pero el diferencial que se añade al índice de referencia, ayudó a que el tipo de interés resultante (Euríbor + diferencial) aplicado a la inmensa mayoría de las hipotecas, finalmente siguiera siendo positivo.
Las cláusulas suelo y cero, en relación con el préstamo hipotecario y la compra de vivienda mediante hipoteca a interés variable son cláusulas contractuales que suelen introducir los bancos para establecer un límite mínimo al interés a aplicar en la cuota aunque el tipo de interés baje. Es una cláusula que beneficia a la entidad bancaria y perjudica al particular que ha solicitado el préstamo ya que cuando los tipo de interés bajan la cláusula impide que se traslade a la cuota mensual. Pueden considerarse cláusulas abusivas, ilegales o nulas de pleno derecho, por lo que constituyen un fraude bancario.
En concreto, en España las cláusulas suelo son ilegales se declaró su nulidad por el Tribunal Supremo de 9 de mayo de 2013 si bien limitaba la devolución de las cantidades ilegalmente cobradas por los bancos desde la fecha de la sentencia. El Tribunal de Justicia de la Unión Europea dictaminó en sentencia inapelable de 21 de diciembre de 2016 en contra de la limitación de la retroactividad de la nulidad de la cláusulas suelos que dictaminó el Tribunal Supremo español, por lo que los bancos y cajas de ahorro están obligados a devolver todo el dinero cobrado ilegalmente por las cláusulas suelo desde la fecha de la firma de la hipoteca inmobiliaria para la adquisición de vivienda.
En Portugal el Banco Central advirtió a los bancos la inadmisibilidad de la introducción de cláusulas que impidieran la efectividad de tasas negativas en los contratos de crédito y crédito hipotecarios para la adquisición de vivienda.
En Dinamarca, el Jyske Bank fue pionero al lanzar, a finales de 2019, la primera hipoteca en el mundo con intereses negativos: al -0.5 % anual. Poco tiempo después, otro banco europeo, el Nordea Bank Abp siguió el ejemplo con la misma tasa a diez años y una de 0.5% a treinta años.